# Robert de Mehun
Robert de Mehun, assassiné le 19 décembre 1219 près de Saint-Germain-Laprade, est un prélat français  du XIIIe siècle, évêque du Puy.

## Biographie
N'étant encore qu'élu évêque du Puy, le roi Philippe Auguste lui donne et à ses successeurs les châteaux de Chalencon, de Rochebaron, de Chapteuil et de Glavenas, qui appartiennent au domaine royal, avec pouvoir à ce prélat de les acquérir comme il peut. Il a de grands différends avec les habitants de sa ville épiscopale, qu'il abandonne pour se retirer dans l'abbaye de Pontigny, après avoir lancé une sentence d'excommunication contre les mutins.
Le pape Honoré III,  confirme la sentence d'excommunication. Néanmoins le roi Philippe-Auguste, étant intervenu dans ce différend, fait expédier de Vernon en 1219  une charte qui met d'accord les parties. Dix des principaux habitants de la ville se rendent garants du traité pour la somme de 700 marcs d'argent.  Les habitants demandent pardon à leur évêque et se réconcilient entièrement avec lui.
Robert de Mehun  assiste au Concile du Latran sous Innocent III en 1215 . Le 21 décembre 1219 il est assassiné  par Bertrand de Cayres, qu'il avait excommunié  pour des torts faits à l'église.